# Nuoto ai campionati mondiali di nuoto 2023 - 200 metri stile libero maschili
La gara di nuoto dei 200 metri stile libero maschili dei campionati mondiali di nuoto 2023 è stata disputata il 24 e 25 luglio 2023 presso il Marine Messe Fukuoka di Fukuoka. Vi hanno preso parte 72 atleti provenienti da 64 nazioni.
La competizione è stata vinta dal nuotatore britannico Matthew Richards, mentre l'argento e il bronzo sono andati rispettivamente al connazionale Tom Dean e al sudcoreano Hwang Sun-woo.

## Podio
| Posizione | Atleta           | Nazionalità   |
| --------- | ---------------- | ------------- |
| Oro       | Matthew Richards | Gran Bretagna |
| Argento   | Tom Dean         | Gran Bretagna |
| Bronzo    | Hwang Sun-woo    | Corea del Sud |

## Programma
| Data           | Ora (UTC+9) | Turno      |
| -------------- | ----------- | ---------- |
| 24 luglio 2023 | 11:27       | Batterie   |
| 24 luglio 2023 | 21:11       | Semifinali |
| 25 luglio 2023 | 20:02       | Finale     |

## Record
Prima della competizione il record del mondo e il record dei campionati erano i seguenti:
| Record mondiale       | 1'42"00 | Paul Biedermann Germania | 28 luglio 2009 Roma, Italia |
| Record dei campionati | 1'42"00 | Paul Biedermann Germania | 28 luglio 2009 Roma, Italia |

Nel corso della competizione non sono stati migliorati.

## Risultati

### Batterie
| Pos. | Batteria | Corsia | Atleta                 | Nazionalità          | Tempo   | Note |
| ---- | -------- | ------ | ---------------------- | -------------------- | ------- | ---- |
| 1    | 7        | 3      | Luke Hobson            | Stati Uniti          | 1'45"69 | Q    |
| 2    | 8        | 5      | Matthew Richards       | Gran Bretagna        | 1'45"82 | Q    |
| 3    | 8        | 4      | David Popovici         | Romania              | 1'45"86 | Q    |
| 4    | 7        | 5      | Tom Dean               | Gran Bretagna        | 1'46"02 | Q    |
| 5    | 7        | 2      | Lee Ho-joon            | Corea del Sud        | 1'46"21 | Q    |
| 6    | 6        | 3      | Kieran Smith           | Stati Uniti          | 1'46"38 | Q    |
| 7    | 7        | 1      | Lucas Pierre Henveaux  | Belgio               | 1'46"40 | Q    |
| 8    | 6        | 5      | Katsuhiro Matsumoto    | Giappone             | 1'46"44 | Q    |
| 9    | 6        | 6      | Fernando Scheffer      | Brasile              | 1'46"45 | Q    |
| 10   | 8        | 3      | Felix Auböck           | Austria              | 1'46"48 | Q    |
| 11   | 6        | 4      | Pan Zhanle             | Cina                 | 1'46"49 | Q    |
| 12   | 6        | 8      | Alexander Graham       | Australia            | 1'46"58 | Q    |
| 13   | 6        | 2      | Marco De Tullio        | Italia               | 1'46"69 | Q    |
| 13   | 7        | 4      | Hwang Sun-woo          | Corea del Sud        | 1'46"69 | Q    |
| 13   | 8        | 7      | Rafael Miroslaw        | Germania             | 1'46"69 | Q    |
| 16   | 8        | 6      | Antonio Djakovic       | Svizzera             | 1'46"70 | Q    |
| 17   | 8        | 2      | Danas Rapšys           | Lituania             | 1'46"87 |      |
| 17   | 8        | 8      | Hadrien Salvan         | Francia              | 1'46"87 |      |
| 19   | 6        | 0      | Jorge Iga              | Messico              | 1'46"89 |      |
| 20   | 6        | 7      | Kai Taylor             | Australia            | 1'46"94 |      |
| 21   | 7        | 7      | Denis Loktev           | Israele              | 1'47"08 |      |
| 22   | 8        | 9      | Robin Hanson           | Svezia               | 1'47"09 |      |
| 23   | 8        | 1      | Nándor Németh          | Ungheria             | 1'47"11 |      |
| 24   | 6        | 1      | Stefano Di Cola        | Italia               | 1'47"27 |      |
| 25   | 5        | 3      | Kamil Sieradzki        | Polonia              | 1'47"34 |      |
| 26   | 5        | 6      | Alfonso Mestre Vivas   | Venezuela            | 1'47"36 |      |
| 27   | 5        | 5      | Velimir Stjepanović    | Serbia               | 1'47"93 |      |
| 28   | 7        | 9      | Kregor Zirk            | Estonia              | 1'48"00 |      |
| 29   | 8        | 0      | Roman Fuchs            | Francia              | 1'48"13 |      |
| 30   | 5        | 4      | Khiew Hoe Yean         | Malaysia             | 1'48"18 |      |
| 31   | 7        | 0      | Dimitrios Markos       | Grecia               | 1'48"84 |      |
| 32   | 7        | 8      | Hong Jinquan           | Cina                 | 1'48"93 |      |
| 33   | 5        | 1      | Glen Lim Jun Wei       | Singapore            | 1'49"13 |      |
| 34   | 6        | 9      | Luis Dominguez Calonge | Spagna               | 1'49"28 |      |
| 35   | 5        | 2      | Jovan Lekić            | Bosnia ed Erzegovina | 1'49"54 |      |
| 36   | 4        | 5      | Joaquín Vargas         | Perù                 | 1'49"85 |      |
| 37   | 4        | 1      | František Jablčník     | Slovacchia           | 1'50"61 |      |
| 38   | 4        | 3      | Santiago Corredor      | Colombia             | 1'50"68 |      |
| 39   | 4        | 2      | Pit Brandenburger      | Lussemburgo          | 1'51"27 |      |
| 39   | 4        | 4      | Wesley Roberts         | Isole Cook           | 1'51"27 |      |
| 41   | 5        | 7      | Zac Reid               | Nuova Zelanda        | 1'51"66 |      |
| 42   | 4        | 8      | Omar Abbass            | Siria                | 1'52"11 |      |
| 43   | 5        | 8      | Dulyawat Kaewsriyong   | Thailandia           | 1'52"24 |      |
| 44   | 4        | 6      | Righardt Muller        | Sudafrica            | 1'52"25 |      |
| 45   | 3        | 2      | Loris Bianchi          | San Marino           | 1'53"10 |      |
| 46   | 5        | 0      | Hoàng Quý Phước        | Vietnam              | 1'53"67 |      |
| 47   | 4        | 0      | Pavel Alovatki         | Moldavia             | 1'54"19 |      |
| 48   | 5        | 9      | Baturalp Ünlü          | Turchia              | 1'54"56 |      |
| 49   | 3        | 4      | Matheo Mateos          | Paraguay             | 1'54"67 |      |
| 50   | 3        | 3      | Sauod Al-Shamroukh     | Kuwait               | 1'54"77 |      |
| 51   | 4        | 9      | Alberto Vega Sancho    | Costa Rica           | 1'55"07 |      |
| 52   | 3        | 6      | Henrique Mascarenhas   | Angola               | 1'55"09 |      |
| 53   | 3        | 0      | Monyo Maina            | SMF                  | 1'55"28 |      |
| 54   | 1        | 3      | Artur Barseghyan       | Armenia              | 1'55"69 |      |
| 55   | 2        | 0      | Lin Sizhuang           | Macao                | 1'55"87 |      |
| 56   | 3        | 1      | Mauricio Arias         | Rep. Dominicana      | 1'55"90 |      |
| 57   | 4        | 7      | Simon Doueihy          | Libano               | 1'55"96 |      |
| 58   | 2        | 8      | Mahmoud Abu Gharbieh   | Palestina            | 1'56"37 |      |
| 59   | 2        | 4      | Nasir Yahya Hussain    | Nepal                | 1'57"26 |      |
| 60   | 3        | 7      | Ado Gargović           | Montenegro           | 1'57"81 |      |
| 61   | 3        | 8      | Clinton Opute          | Nigeria              | 1'57"92 |      |
| 62   | 2        | 6      | Justino Pale           | Mozambico            | 1'58"32 |      |
| 63   | 2        | 3      | Muhammad Siddiqui      | Pakistan             | 1'58"36 |      |
| 64   | 3        | 9      | Mohammed Al-Zaki       | Arabia Saudita       | 1'58"96 |      |
| 65   | 1        | 5      | Ali Sadeq Alawi        | Bahrein              | 1'59"08 |      |
| 66   | 2        | 2      | Mal Gashi              | Kosovo               | 1'59"20 |      |
| 67   | 1        | 6      | Hussein Suwaed         | Iraq                 | 1'59"69 |      |
| 68   | 2        | 5      | Issa Al-Adawi          | Oman                 | 2'00"09 |      |
| 69   | 2        | 7      | Israel Poppe           | Guam                 | 2'02"57 |      |
| 70   | 2        | 9      | Diego Aranda           | Uruguay              | 2'02"84 |      |
| 71   | 2        | 1      | Sangay Tenzin          | Bhutan               | 2'06"93 |      |
| 72   | 1        | 4      | Kyler Anthony Kihleng  | Micronesia           | 2'07"89 |      |
|      | 3        | 5      | Mark Ducaj             | Albania              | dns     |      |
|      | 7        | 6      | Lukas Märtens          | Germania             | dns     |      |

### Semifinali
| Pos. | Semifinale | Corsia | Atleta                | Nazionalità   | Tempo   | Note |
| ---- | ---------- | ------ | --------------------- | ------------- | ------- | ---- |
| 1    | 2          | 5      | David Popovici        | Romania       | 1'44"70 | Q    |
| 2    | 2          | 4      | Luke Hobson           | Stati Uniti   | 1'44"87 | Q    |
| 3    | 1          | 1      | Hwang Sun-woo         | Corea del Sud | 1'45"07 | Q    |
| 4    | 1          | 5      | Tom Dean              | Gran Bretagna | 1'45"29 | Q    |
| 5    | 1          | 4      | Matthew Richards      | Gran Bretagna | 1'45"40 | Q    |
| 6    | 2          | 3      | Lee Ho-joon           | Corea del Sud | 1'45"93 | Q    |
| 7    | 1          | 3      | Kieran Smith          | Stati Uniti   | 1'45"96 | Q    |
| 8    | 1          | 2      | Felix Auböck          | Austria       | 1'45"97 | QSO  |
| 8    | 1          | 6      | Katsuhiro Matsumoto   | Giappone      | 1'45"97 | QSO  |
| 10   | 2          | 1      | Marco De Tullio       | Italia        | 1'46"05 |      |
| 10   | 2          | 7      | Pan Zhanle            | Cina          | 1'46"05 |      |
| 12   | 2          | 8      | Rafael Miroslaw       | Germania      | 1'46"30 |      |
| 13   | 1          | 7      | Alexander Graham      | Australia     | 1'46"61 |      |
| 14   | 1          | 8      | Antonio Djakovic      | Svizzera      | 1'46"66 |      |
| 15   | 2          | 6      | Lucas Pierre Henveaux | Belgio        | 1'46"77 |      |
| 16   | 2          | 2      | Fernando Scheffer     | Brasile       | 1'47"35 |      |

Spareggio
| Pos. | Corsia | Atleta              | Nazionalità | Tempo   | Note |
| ---- | ------ | ------------------- | ----------- | ------- | ---- |
| 1    | 4      | Felix Auböck        | Austria     | 1'46"30 | Q    |
| 2    | 5      | Katsuhiro Matsumoto | Giappone    | 1'46"37 |      |

### Finale
| Pos.    | Corsia | Atleta           | Nazionalità   | Tempo   | Note |
| ------- | ------ | ---------------- | ------------- | ------- | ---- |
| Oro     | 2      | Matthew Richards | Gran Bretagna | 1'44"30 |      |
| Argento | 6      | Tom Dean         | Gran Bretagna | 1'44"32 |      |
| Bronzo  | 3      | Hwang Sun-woo    | Corea del Sud | 1'44"42 |      |
| 4       | 4      | David Popovici   | Romania       | 1'44"90 |      |
| 5       | 5      | Luke Hobson      | Stati Uniti   | 1'45"09 |      |
| 6       | 7      | Lee Ho-joon      | Corea del Sud | 1'46"04 |      |
| 7       | 1      | Kieran Smith     | Stati Uniti   | 1'46"10 |      |
| 8       | 8      | Felix Auböck     | Austria       | 1'46"40 |      |